# الدمج (مسرحية)
الدمج (بالإنجليزية: Merging)‏ هي مسرحية ذات مشهد واحد من كتابة تشارلز ميسينا.
عرضت هذه المسرحية للمرة الأولى في مسرح بليرز في قرية غرينوتش في 25 أكتوبر 2007 م، في مهرجان (اختصار الانتباه رعب دائم). تم الإجماع عليها على أنها أفضل عرض مسرحي في الهرجان.

## الحبكة
يجتمع زوجين بعد اختفاء طفلهما، ولكن جمعهما يكرر إحياء مشاعر الإستياء السابقة حول علاقة عشق فرانك في الماضي وانهيار شيريل العاطفي الصادر عن "التفكير في علاقتهما ومحاولة حل لغز ضيعاع طفلهما.

## الاستعراضات
قال براودي العالم في 29 أكتوبر 2007 «أعطى الممثلون للشاهدين في مهرجان (اختصار الانتباه رعب دائم) صدمة لم تكن بالحسبان، وواحدة من كثافة التمثيل الجامحة»
أسعدت عروض سيربون وفيرانتي ومينجيوني المشاهدين وأخافتهم في نفس الوقت، ودفعت المسى خى ة لأفضل عرض في مهرجان التكريم عن طريق حصولهم على عدد كبير جداً من أصوات الجمهور أكثر من أي عرض مسرحي آخر في المهرجان.
"Messina's 'Merging' Wins Best Play in Horror Fest". BroadwayWorld.com. BroadwayWorld.com. October 29, 2007. Retrieved December 18, 2018.

## الممثلون
- جيسون سيربون في دور فرانك ييل
- جينا فيرانتي بدور شيريل ييل
- إرنست مينجيون في دور المخبر

## صدور الفيلم
وفي عام 2009 م صدر فيلم مستوحى من المسرحية، وكان من كتابة وإنتاج ميسينا أيضًا والممثل الأصلى. شارك في إنتاجه NahNotOutsideMyHouse! Productions.